# Caenohalictus turquesa
Caenohalictus turquesa là một loài Hymenoptera trong họ Halictidae. Loài này được Rojas & Toro mô tả khoa học năm 2000.